# Statistiche e record di Caroline Wozniacki
| Finali in carriera |                           |       |       |        |     |
| Specialità         | Categoria                 | Vinte | Perse | Totale | %   |
| Singolare          | Grande Slam               | 1     | 2     | 3      | 33% |
| Singolare          | Olimpiadi estive          | 0     | 0     | 0      | -   |
| Singolare          | WTA Finals                | 1     | 1     | 2      | 50% |
| Singolare          | WTA Premier Mandatory & 5 | 6     | 6     | 12     | 50% |
| Singolare          | WTA Premier & Tour        | 22    | 15    | 37     | 59% |
| Singolare          | Totale                    | 30    | 25    | 55     | 55% |
| Doppio             | Grande Slam               | 0     | 0     | 0      | -   |
| Doppio             | Olimpiadi estive          | 0     | 0     | 0      | -   |
| Doppio             | WTA Finals                | 0     | 0     | 0      | -   |
| Doppio             | WTA Premier Mandatory & 5 | 0     | 0     | 0      | -   |
| Doppio             | WTA Premier & Tour        | 2     | 2     | 4      | 50% |
| Doppio             | Totale                    | 2     | 2     | 4      | 50% |

In questa pagina sono riportare le statistiche e i record realizzati da Caroline Wozniacki durante la sua carriera tennistica.

## Carriera tennistica

### Singolare

Caroline vittoriosa nel quarto turno agli US Open 2009

Negli Slam, Wozniacki supera per la prima volta la prima settimana, e quindi il quarto turno, agli US Open 2009. Quest'edizione segna, inoltre, l'anno della sua prima finale Slam, nella quale verrà sconfitta da Kim Clijsters. A New York si spinge fino alla semifinale nel 2010, 2011 e nel 2016, mentre nel 2014 viene sconfitta da Serena Williams nella sua seconda finale Slam in carriera. Agli Australian Open raggiunge per la prima volta la semifinale nel 2011, per poi uscire nei quarti di finale l'anno seguente. Il 2018 rappresenta per la danese l'anno della conquista del suo primo Slam, ai danni di Simona Halep (7-6, 2-6, 6-4), dopo due finali perse in terra americana. Raggiunge i quarti di finale a Parigi nel 2010, dove si ripresenterà solamente sette anni più tardi. Invece, a Wimbledon non andrà mai oltre il quarto turno, disputato in sei occasioni (2009, 2010, 2011, 2014, 2015 e 2017).
Conquista le sue prime WTA Finals nel 2017. Inserita nel gruppo rosso insieme a Simona Halep, Elina Svitolina e Caroline Garcia, porta a casa due vittorie (6-2, 6-0 contro Svitolina e 6-0, 6-2 contro Halep) su tre, perdendo il match contro la Garcia in rimonta, con il punteggio di 6-0, 3-6, 5-7. Riesce a qualificarsi per la semifinale, dove affronta e sconfigge Karolína Plíšková per 7-6 6-3. Grazie a questa vittoria, ritorna in finale nel Master a distanza di sette anni dall'ultima volta. Qui incontra la sua bestia nera, Venus Williams; tuttavia, riesce a trionfare sull'americana con un doppio 6-4, aggiudicandosi il primo match dopo 7 persi. Nel 2010 la danese si qualifica per la prima al Master come n° 1 del mondo, ma senza avere fortuna contro Kim Clijsters in finale, che si impone per 6-3 5-7 6-3. 

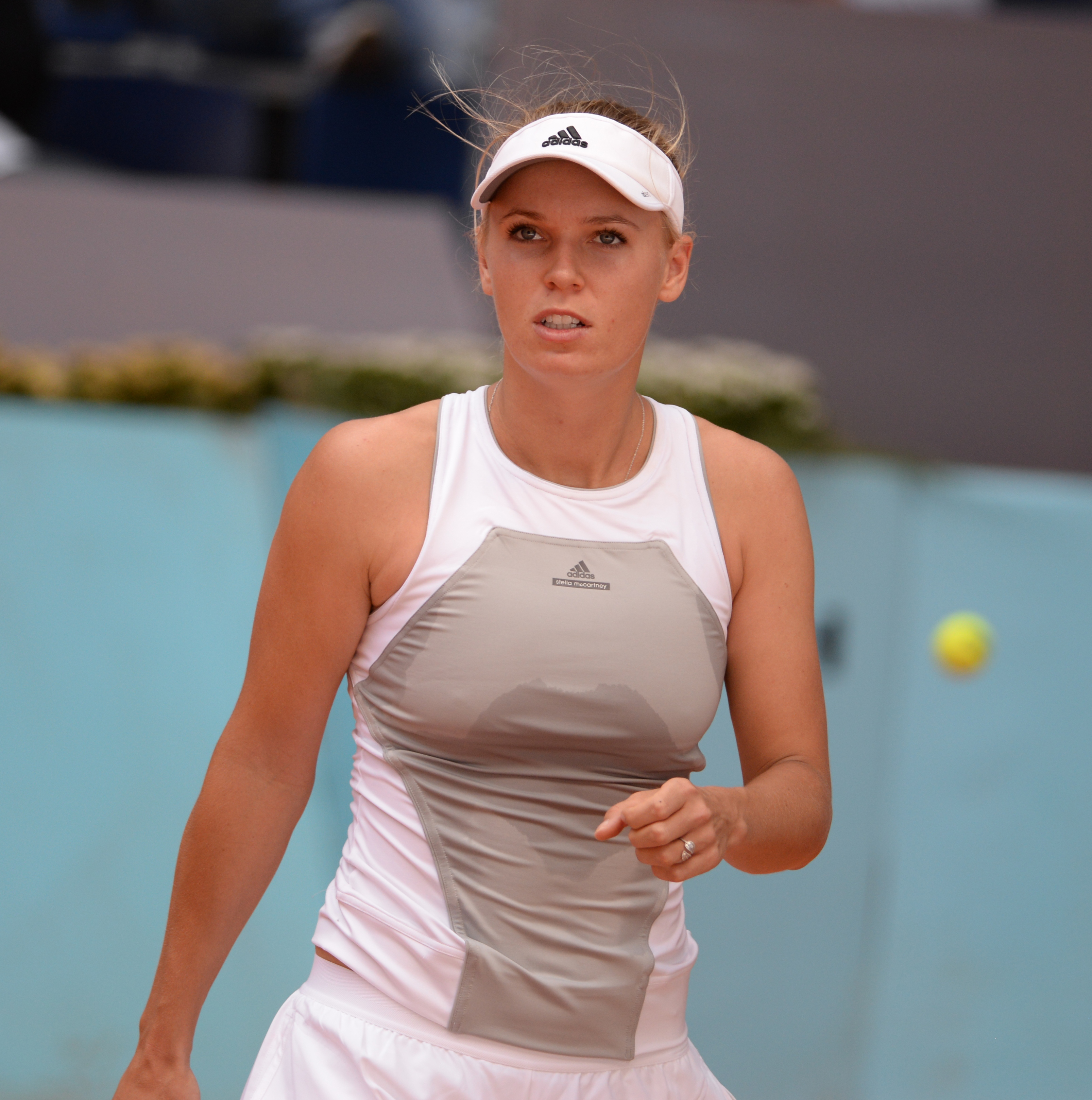
Caroline a Madrid nel 2015

Nei tornei di categoria Premier Mandatory, conosciuti fino al 2008 come Tier I, ha raggiunto sette finali. La prima arriva a maggio del 2009 a Madrid, dove affronta Dinara Safina, ma senza successo. L'anno seguente, è la volta di Indian Wells e Pechino: negli Stati Uniti viene sconfitta da Jelena Janković, mentre in Cina si impone su Vera Zvonarëva in tre sets. Nel 2011 raggiunge la seconda finale consecutiva a Indian Wells, stavolta con esito positivo: supera Marion Bartoli. Segue la terza finale a Indian Wells due anni più tardi, ma verrà nettamente sconfitta da Marija Šarapova. Non appare più in alcuna finale fino al 2017, anno in cui arriva fino all'ultimo atto a Miami; qui, Johanna Konta le impedisce di sollevare il trofeo. Si aggiudica nel 2018 il secondo titolo a Pechino, nonché l'ultimo Premier Mandatory e ultimo titolo in assoluto della sua carriera, stavolta avendo la meglio su Anastasija Sevastova.

Vanta sei finali nei tornei di categoria Premier 5, precedentemente identificati come Tier II. Il primo è nel 2008, quando a Tokyo estromette Kaia Kanepi. Seguono, due anni più tardi, la vittoria contro Vera Zvonarëva a Montreal e a Tokyo contro Elena Dement'eva in rimonta. Nel 2011 si spinge in finale a Dubai, dove si impone con facilità su Svetlana Kuznecova: sarà il suo ultimo titolo in questo categoria. Solamente sei anni più tardi, precisamente nel 2017, raggiunge altre due finali Premier 5, ma senza successo. Infatti, sia a Dubai che a Toronto viene annichilita da Elina Svitolina. 

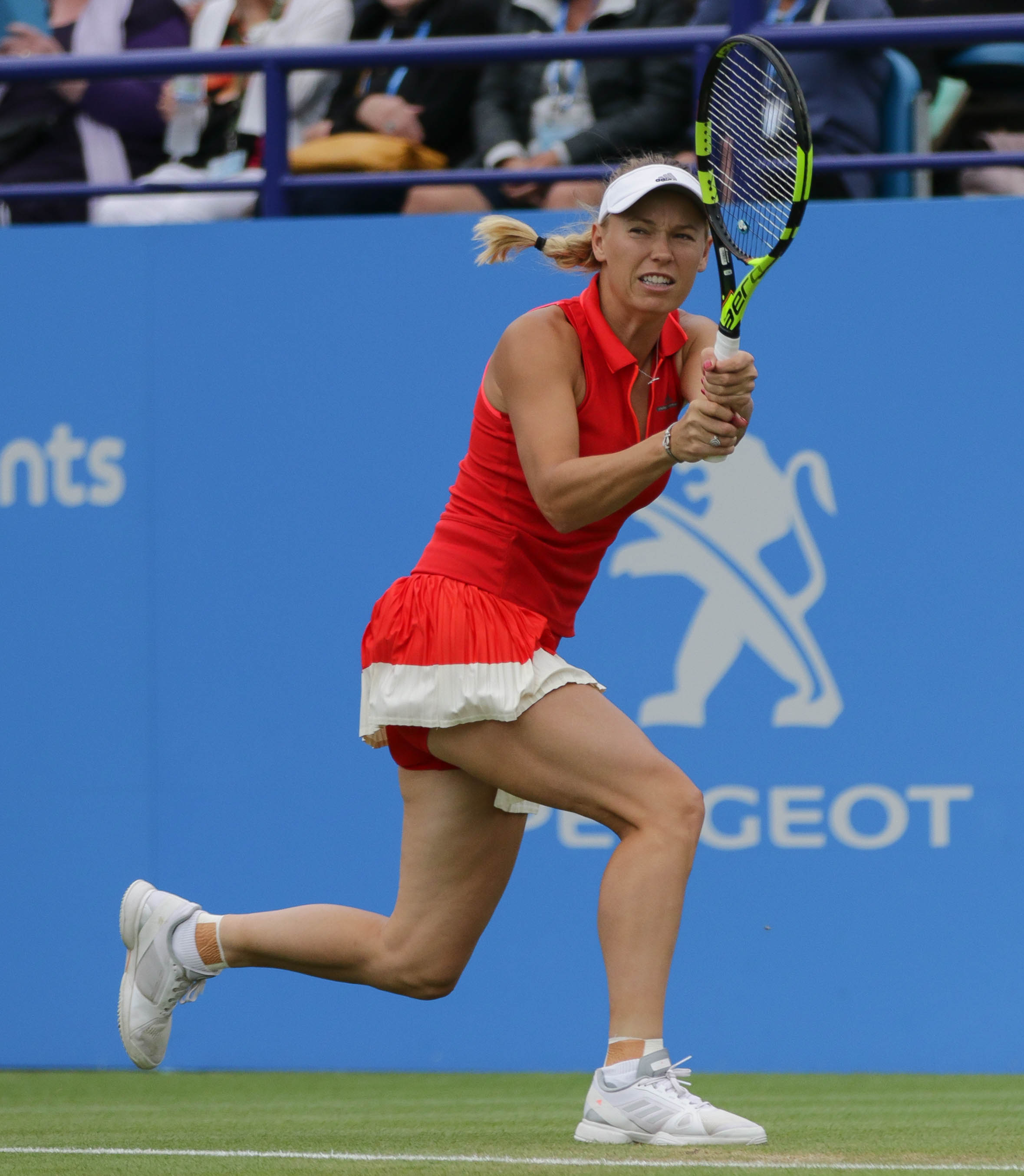
Caroline in finale ad Eastbourne nel 2017

La categoria Premier, invece, è quella che ha portato più titoli alla danese, basti pensare che ben 11 dei suoi 30 titoli conquistati durante la carriera sono tornei di livello Premier. Il primo della bacheca è il torneo di New Haven, vinto in rimonta contro Anna Čakvetadze nel 2008. Sempre nello stesso anno, raggiunge la seconda finale Premier, stavolta con esito negativo: sconfitta in rimonta da Elena Dement'eva. Nel 2009 raggiunge tre finali Premier; la prima si gioca sulla terra verde di Charleston, dove verrà sconfitta da Sabine Lisicki. Invece, ha successo ad Eastbourne e a New Haven, poiché si sbarazza di Virginie Razzano ed Elena Vesnina. Nel 2010 si aggiudica il terzo titolo a New Haven, battendo un'altra russa: Nadia Petrova. L'anno seguente si aggiudica ancora una volta il titolo di New Haven, superando nell'ultimo atto Petra Cetkovská. Precedono i trionfi a Charleston su Elena Vesnina e a Bruxelles su Peng Shuai, quest'ultima superata in rimonta. Viene, invece, impossibilitata a sollevare il trofeo a Doha da Vera Zvonarëva e a Stoccarda da Julia Görges. Si aggiudica l'ottavo titolo Premier a Mosca, supera Samantha Stosur in tre sets. Gli anni a seguire sono privi di successi, tant'è che la danese raggiunge la finale solo a Tokyo nel 2014, perdendo contro Ana Ivanović, e a Stoccarda nel 2015, superata in rimonta dalla giocatrice di casa Angelique Kerber. Torna a vincere nel 2016 e nel 2017,presentandosi in finale a Tokyo per due anni consecutivi, dove supera Naomi Ōsaka e Anastasija Pavljučenkova. Sempre nel 2017, viene sconfitta da Karolína Plíšková nell'ultimo atto a Doha e ad Eastbourne. Un anno più tardi, disputa la finale in Gran Bretagna riuscendo ad imporsi su Aryna Sabalenka. A Charleston, nel 2019, gioca l'ultima finale Premier; qui verrà sconfitta da Madison Keys.
Sono degni di nota anche i 10 titoli di categoria International (Tier IV). Il primo titolo dell'eccellente carriera della danese, è proprio in questa categoria. Infatti, nel 2008 la Wozniacki solleva il primo trofeo a Stoccolma, annichilendo Vera Duševina. L'anno seguente, festeggia a Ponte Vedra Beach sulla canadese Aleksandra Wozniak, mentre viene sconfitta a Memphis da Viktoryja Azaranka e a Bastad da María José Martínez Sánchez. Nel 2010 difende il titolo a Ponte Vedra Beach, imponendosi stavolta su Vol'ha Havarcova, e conquista il titolo in casa a Copenaghen contro Klára Koukalová. Quest'ultimo torneo, riuscirà a difenderlo ancora una volta l'anno seguente contro Lucie Šafářová, mentre verrà sconfitta in finale nel 2012 da Angelique Kerber. Sempre in quell'anno, lascia un solo game a Kaia Kanepi nell'ultimo atto a Seul. Nel triennio 2013-2015 si aggiudica solo tre titoli International, rispettivamente a: Lussemburgo, contro Annika Beck; Istanbul, contro Roberta Vinci e a Kuala Lumpuer, contro Alexandra Dulgheru. Nel 2015 disputa una finale anche ad Auckland, venendo rimontata da Venus Williams. L'ultimo torneo International vinto dalla danese è a Hong Kong, riuscendo ad avere la meglio contro Kristina Mladenovic. Successivamente, nel 2017 e nel 2018 disputa altre due finali a Bastad e ad Auckland, ma senza successo contro Kateřina Siniaková e Julia Görges.

### Doppio
Caroline Wozniacki si è cimentata anche del doppio, ottenendo la vittoria nel torneo Tier II di Pechino nel 2008 insieme ad Anabel Medina Garrigues e nell'International di Memphis nel 2009 con Viktoryja Azaranka. Vanta anche due finali perse: a Memphis nel 2006, che rappresenta la sua prima finale in assoluto in carriera, con Viktoryja Azaranka; e nel 2020 ad Auckland, con l'amica-rivale Serena Williams.

## Statistiche WTA

### Singolare

#### Vittorie (30)
| Legenda: Prima del 2009     | Legenda: Dal 2009     |
| --------------------------- | --------------------- |
| Grande Slam (1)             |                       |
| Ori olimpici (0)            |                       |
| WTA Finals (1)              |                       |
| Tournament of Champions (0) |                       |
| Tier I (0)                  | Premier Mandatory (3) |
| Tier II (1)                 | Premier 5 (3)         |
| Tier III (1)                | Premier (10)          |
| Tier IV (1)                 | International (9)     |

| N.  | Data              | Torneo                                      | Superficie    | Avversaria in finale     | Punteggio        |
| 1.  | 3 agosto 2008     | Nordea Nordic Light Open, Stoccolma         | Cemento       | Vera Duševina            | 6–0, 6–2         |
| 2.  | 23 agosto 2008    | Pilot Pen Tennis, New Haven                 | Cemento       | Anna Čakvetadze          | 3–6, 6–4, 6–1    |
| 3.  | 5 ottobre 2008    | Japan Open Tennis Championships, Tokyo      | Cemento       | Kaia Kanepi              | 6–2, 3–6, 6–1    |
| 4.  | 12 aprile 2009    | MPS Group Championships, Ponte Vedra Beach  | Terra verde   | Aleksandra Wozniak       | 6–1, 6–2         |
| 5.  | 20 giugno 2009    | AEGON International, Eastbourne             | Erba          | Virginie Razzano         | 7–6(5), 7–5      |
| 6.  | 29 agosto 2009    | Pilot Pen Tennis, New Haven (2)             | Cemento       | Elena Vesnina            | 6–2, 6–4         |
| 7.  | 11 aprile 2010    | MPS Group Championships, Ponte Vedra (2)    | Terra verde   | Vol'ha Havarcova         | 6–2, 7–5         |
| 8.  | 8 agosto 2010     | Danish Open, Copenaghen                     | Sintetico (i) | Klára Zakopalová         | 6–2, 7–6(5)      |
| 9.  | 23 agosto 2010    | Rogers Cup, Montréal                        | Cemento       | Vera Zvonarëva           | 6–3, 6–2         |
| 10. | 28 agosto 2010    | Pilot Pen Tennis, New Haven (3)             | Cemento       | Nadia Petrova            | 6–3, 3–6, 6–3    |
| 11. | 2 ottobre 2010    | Toray Pan Pacific Open, Tokyo               | Cemento       | Elena Dement'eva         | 1–6, 6–2, 6–3    |
| 12. | 11 ottobre 2010   | China Open, Pechino                         | Cemento       | Vera Zvonarëva           | 6–3, 3–6, 6–3    |
| 13. | 20 febbraio 2011  | Dubai Tennis Championships, Dubai           | Cemento       | Svetlana Kuznecova       | 6–1, 6–3         |
| 14. | 20 marzo 2011     | BNP Paribas Open, Indian Wells              | Cemento       | Marion Bartoli           | 6–1, 2–6, 6–3    |
| 15. | 10 aprile 2011    | Family Circle Cup, Charleston               | Terra verde   | Elena Vesnina            | 6–2, 6–3         |
| 16. | 21 maggio 2011    | Brussels Open, Bruxelles                    | Terra rossa   | Peng Shuai               | 2–6, 6–3, 6–3    |
| 17. | 12 giugno 2011    | Danish Open, Copenaghen (2)                 | Sintetico (i) | Lucie Šafářová           | 6–1, 6–4         |
| 18. | 27 agosto 2011    | Pilot Pen Tennis, New Haven (4)             | Cemento       | Petra Cetkovská          | 6–4, 6–1         |
| 19. | 23 settembre 2012 | Hansol Korea Open, Seul                     | Cemento       | Kaia Kanepi              | 6–1, 6–0         |
| 20. | 21 ottobre 2012   | Kremlin Cup, Mosca                          | Cemento (i)   | Samantha Stosur          | 6–2, 4–6, 7–5    |
| 21. | 20 ottobre 2013   | BGL Luxembourg Open, Lussemburgo            | Cemento (i)   | Annika Beck              | 6–2, 6–2         |
| 22. | 20 luglio 2014    | Istanbul Cup, Istanbul                      | Cemento       | Roberta Vinci            | 6–1, 6–1         |
| 23. | 8 marzo 2015      | BMW Malaysian Open, Kuala Lumpur            | Cemento       | Alexandra Dulgheru       | 4–6, 6–2, 6–1    |
| 24. | 25 settembre 2016 | Toray Pan Pacific Open, Tokyo (2)           | Cemento       | Naomi Ōsaka              | 7–5, 6–3         |
| 25. | 16 ottobre 2016   | Hong Kong Open, Hong Kong                   | Cemento       | Kristina Mladenovic      | 6–1, 6(4)–7, 6–2 |
| 26. | 24 settembre 2017 | Toray Pan Pacific Open, Tokyo (3)           | Cemento       | Anastasija Pavljučenkova | 6–0, 7–5         |
| 27. | 29 ottobre 2017   | WTA Finals, Singapore                       | Cemento (i)   | Venus Williams           | 6–4, 6–4         |
| 28. | 28 gennaio 2018   | Australian Open, Melbourne                  | Cemento       | Simona Halep             | 7–6(2), 3–6, 6–4 |
| 29. | 30 giugno 2018    | Nature Valley International, Eastbourne (2) | Erba          | Aryna Sabalenka          | 7–5, 7–6(5)      |
| 30. | 7 ottobre 2018    | China Open, Pechino (2)                     | Cemento       | Anastasija Sevastova     | 6–3, 6–3         |

#### Sconfitte (25)
| Legenda: Prima del 2009     | Legenda: Dal 2009     |
| --------------------------- | --------------------- |
| Grande Slam (2)             |                       |
| Argenti olimpici (0)        |                       |
| WTA Finals (1)              |                       |
| Tournament of Champions (1) |                       |
| Tier I (0)                  | Premier Mandatory (4) |
| Tier II (0)                 | Premier 5 (2)         |
| Tier III (1)                | Premier (8)           |
| Tier IV & V (0)             | International (6)     |

| N.  | Data              | Torneo                                   | Superficie      | Avversaria in finale        | Punteggio        |
| 1.  | 26 ottobre 2008   | BGL Luxembourg Open, Lussemburgo         | Cemento (i)     | Elena Dement'eva            | 6–2, 4–6, 6(4)–7 |
| 2.  | 22 febbraio 2009  | Cellular South Cup, Memphis              | Cemento (i)     | Viktoryja Azaranka          | 1–6, 3–6         |
| 3.  | 19 aprile 2009    | Family Circle Cup, Charleston            | Terra verde     | Sabine Lisicki              | 2–6, 4–6         |
| 4.  | 17 maggio 2009    | Madrid Open, Madrid                      | Terra rossa     | Dinara Safina               | 2–6, 4–6         |
| 5.  | 11 luglio 2009    | Swedish Open, Båstad                     | Terra rossa     | María José Martínez Sánchez | 5–7, 4–6         |
| 6.  | 12 settembre 2009 | US Open, New York                        | Cemento         | Kim Clijsters               | 5–7, 3–6         |
| 7.  | 21 marzo 2010     | BNP Paribas Open, Indian Wells           | Cemento         | Jelena Janković             | 2–6, 4–6         |
| 8.  | 31 ottobre 2010   | WTA Championships, Doha                  | Cemento         | Kim Clijsters               | 3–6, 7–5, 3–6    |
| 9.  | 26 febbraio 2011  | Qatar Ladies Open, Doha                  | Cemento         | Vera Zvonarëva              | 4–6, 4–6         |
| 10. | 24 aprile 2011    | Porsche Tennis Grand Prix, Stoccarda     | Terra rossa (i) | Julia Görges                | 6(3)–7, 3–6      |
| 11. | 15 aprile 2012    | Danish Open, Copenaghen                  | Sintetico (i)   | Angelique Kerber            | 4–6, 4–6         |
| 12. | 4 novembre 2012   | Tournament of Champions, Sofia           | Cemento (i)     | Nadia Petrova               | 2–6, 1–6         |
| 13. | 17 marzo 2013     | BNP Paribas Open, Indian Wells (2)       | Cemento         | Marija Šarapova             | 2–6, 2–6         |
| 14. | 8 settembre 2014  | US Open, New York (2)                    | Cemento         | Serena Williams             | 3–6, 3–6         |
| 15. | 21 settembre 2014 | Toray Pan Pacific Open, Tokyo            | Cemento         | Ana Ivanović                | 2–6, 6(2)–7      |
| 16. | 10 gennaio 2015   | ASB Classic, Auckland                    | Cemento         | Venus Williams              | 6–2, 3–6, 3–6    |
| 17. | 26 aprile 2015    | Porsche Tennis Grand Prix, Stoccarda (2) | Terra rossa (i) | Angelique Kerber            | 6–3, 1–6, 5–7    |
| 18. | 18 febbraio 2017  | Qatar Total Open, Doha (2)               | Cemento         | Karolína Plíšková           | 3–6, 4–6         |
| 19. | 25 febbraio 2017  | Dubai Tennis Championships, Dubai        | Cemento         | Elina Svitolina             | 4–6, 2–6         |
| 20. | 1º aprile 2017    | Miami Open, Miami                        | Cemento         | Johanna Konta               | 4–6, 3–6         |
| 21. | 1º luglio 2017    | AEGON International, Eastbourne          | Erba            | Karolína Plíšková           | 4–6, 4–6         |
| 22. | 30 luglio 2017    | Swedish Open, Båstad                     | Terra rossa     | Kateřina Siniaková          | 3–6, 4–6         |
| 23. | 13 agosto 2017    | Rogers Cup, Toronto                      | Cemento         | Elina Svitolina             | 4–6, 0–6         |
| 24. | 7 gennaio 2018    | ASB Classic, Auckland (2)                | Cemento         | Julia Görges                | 4–6, 6(4)–7      |
| 25. | 7 aprile 2019     | Volvo Car Open, Charleston (2)           | Terra verde     | Madison Keys                | 6(5)–7, 3–6      |

### Doppio

#### Vittorie (2)
| Grande Slam (0)  |                       |
| Ori olimpici (0) |                       |
| WTA Finals (0)   |                       |
| Prima del 2009   | Dal 2009              |
| Tier I (0)       | Premier Mandatory (0) |
| Tier II (1)      | Premier 5 (0)         |
| Tier III (0)     | Premier (0)           |
| Tier IV (0)      | International (1)     |

| N. | Data             | Torneo                      | Superficie  | Compagna                | Avversarie in finale             | Punteggio   |
| 1. | 4 maggio 2008    | China Open, Pechino         | Cemento     | Anabel Medina Garrigues | Han Xinyun Yi-Fan Xu             | 6–1, 6–3    |
| 2. | 22 febbraio 2009 | Cellular South Cup, Memphis | Cemento (i) | Viktoryja Azaranka      | Juliana Fedak Michaëlla Krajicek | 6–1, 7–6(2) |

#### Sconfitte (2)

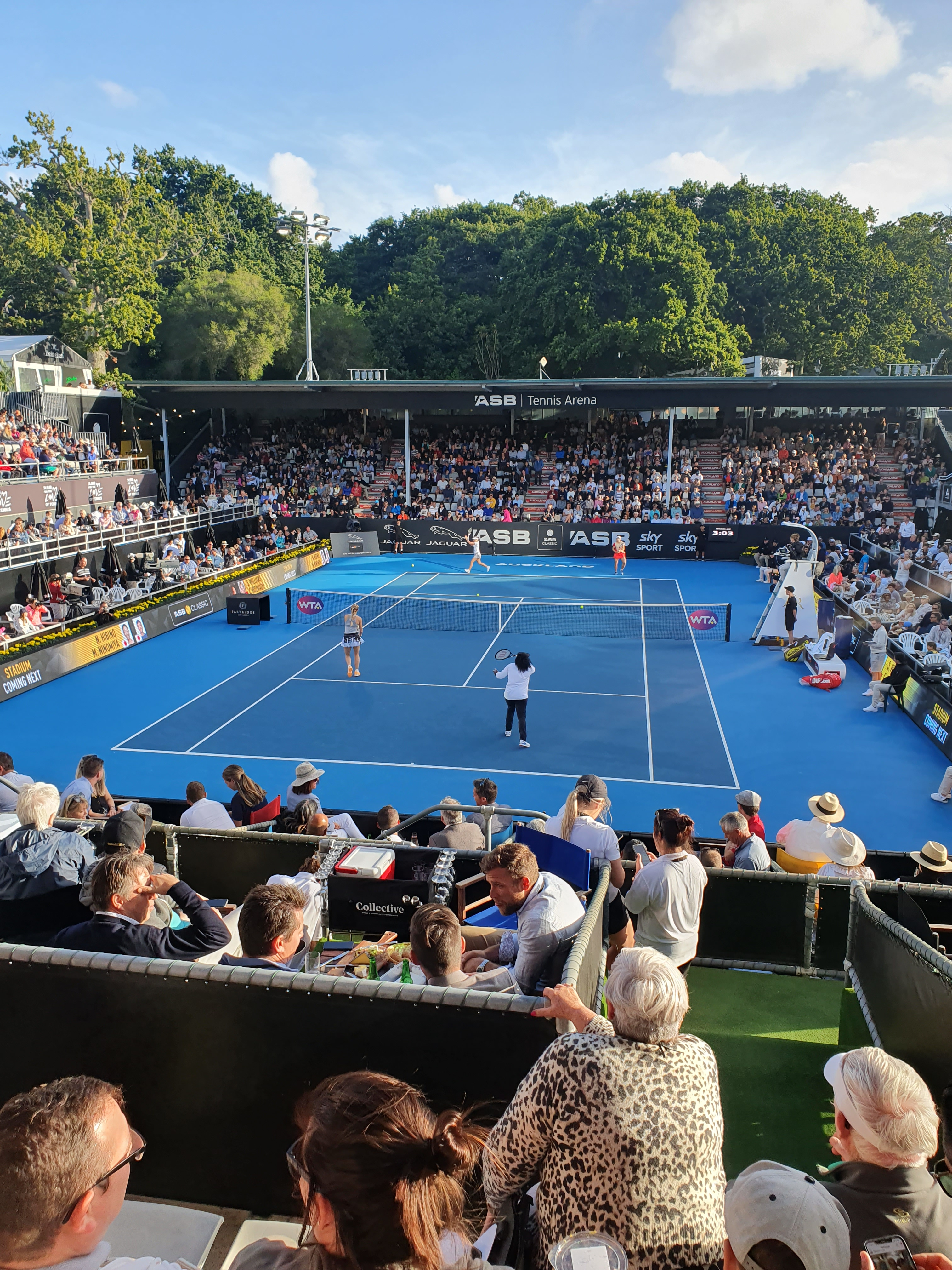
Caroline Wozniacki e Serena Williams impegnate in un match nel 2020

| Grande Slam (0)      |                       |
| Argenti olimpici (0) |                       |
| WTA Finals (0)       |                       |
| Prima del 2009       | Dal 2009              |
| Tier I (0)           | Premier Mandatory (0) |
| Tier II (1)          | Premier 5 (0)         |
| Tier III (0)         | Premier (0)           |
| Tier IV & V(1)       | International (1)     |

| N. | Data             | Torneo                      | Superficie  | Compagna           | Avversarie in finale          | Punteggio   |
| 1. | 26 febbraio 2006 | Cellular South Cup, Memphis | Cemento (i) | Viktoryja Azaranka | Lisa Raymond Samantha Stosur  | 6(2)–7, 3–6 |
| 2. | 12 gennaio 2020  | ASB Classic, Auckland       | Cemento     | Serena Williams    | Taylor Townsend Asia Muhammad | 4–6, 4–6    |

## Statistiche ITF

### Singolare

#### Vittorie (4)
| Torneo $100.000 (1) |
| Torneo $80.000 (0)  |
| Torneo $75.000 (2)  |
| Torneo $60.000 (0)  |
| Torneo $50.000 (0)  |
| Torneo $25.000 (1)  |
| Torneo $15.000 (0)  |
| Torneo $10.000 (0)  |

| N. | Data             | Torneo                                              | Superficie    | Avversaria in finale | Score         |
| 1. | 29 ottobre 2006  | Cumhuriyet Kizlari, Istanbul                        | Cemento (i)   | Tatjana Malek        | 6–2, 6–1      |
| 2. | 28 febbraio 2007 | Internazionali Tennis Val Gardena Südtirol, Ortisei | Sintetico (i) | Alberta Brianti      | 4–6, 7–5, 6–3 |
| 3. | 28 aprile 2007   | Tennis Channel Open, Las Vegas                      | Cemento       | Akiko Morigami       | 6–3, 6–2      |
| 4. | 23 novembre 2008 | Danish Open, Odense                                 | Sintetico (i) | Sofia Arvidsson      | 6–2, 6–1      |

#### Sconfitte (2)
| Torneo $100.000 (0) |
| Torneo $80.000 (0)  |
| Torneo $75.000 (0)  |
| Torneo $60.000 (0)  |
| Torneo $50.000 (1)  |
| Torneo $25.000 (1)  |
| Torneo $15.000 (0)  |
| Torneo $10.000 (0)  |

| N. | Data           | Torneo                                                     | Superficie  | Avversaria in finale | Score         |
| 1. | 16 aprile 2006 | Torneo Tirreno Power, Civitavecchia                        | Terra rossa | Martina Müller       | 1–6, 1–6      |
| 2. | 15 aprile 2007 | Internazionali di Tennis Femminili Città di Latina, Latina | Terra rossa | Yvonne Meusburger    | 5–7, 6–4, 3–6 |

## Grand Slam Junior

### Singolare

#### Vittorie (1)
| Tornei del Grande Slam  |
| ----------------------- |
| Australian Open (0)     |
| Open di Francia (0)     |
| Torneo di Wimbledon (1) |
| US Open (0)             |

| N. | Data          | Torneo                      | Superficie | Avversario in finale | Punteggio     |
| 1. | 8 luglio 2006 | Torneo di Wimbledon, Londra | Erba       | Magdaléna Rybáriková | 3–6, 6–1, 6–3 |

#### Sconfitte (1)
| Tornei del Grande Slam  |
| ----------------------- |
| Australian Open (1)     |
| Open di Francia (0)     |
| Torneo di Wimbledon (0) |
| US Open (0)             |

| N. | Data            | Torneo                     | Superficie | Avversario in finale     | Punteggio     |
| 1. | 28 gennaio 2006 | Australian Open, Melbourne | Cemento    | Anastasija Pavljučenkova | 6–1, 3–6, 2–6 |

### Doppio

#### Sconfitte (1)
| Tornei del Grande Slam  |
| ----------------------- |
| Australian Open (0)     |
| Open di Francia (1)     |
| Torneo di Wimbledon (0) |
| US Open (0)             |

| N. | Data           | Torneo                  | Superficie  | Compagna            | Avversarie in finale                    | Punteggio        |
| 1. | 10 giugno 2006 | Open di Francia, Parigi | Terra rossa | Agnieszka Radwańska | Sharon Fichman Anastasija Pavljučenkova | 7–6(4), 2–6, 1–6 |

## Risultati in progressione
| V | F | SF | QF | #T | RR | Q# | A | Z# | PO | O | F-A | SF-B | ND |

(V) Torneo vinto; raggiunto (F) finale, (SF) semifinale, (QF) quarti di finale, (#T) turni 4, 3, 2, 1; (RR) round - robin; (Q#) Turno di qualificazione; (A) assente dal torneo; (Z#) Zona gruppo Coppa Davis/Fed Cup (con indicazione numero); (PO) play-off Coppa Davis o Fed Cup; vinto un (O) oro, (F-A) argento o (SF-B) bronzo ai Giochi Olimpici; (ND) torneo non disputato.
Aggiornato a fine Cincinnati 2023

### Singolare
| Torneo                         | 2005            | 2006            | 2007            | 2008            | 2009          | 2010          | 2011          | 2012            | 2013            | 2014          | 2015            | 2016            | 2017          | 2018          | 2019          | 2020          | ... | 2023 | Titoli      | V–S         |
| ------------------------------ | --------------- | --------------- | --------------- | --------------- | ------------- | ------------- | ------------- | --------------- | --------------- | ------------- | --------------- | --------------- | ------------- | ------------- | ------------- | ------------- | --- | ---- | ----------- | ----------- |
| Grande Slam                    |                 |                 |                 |                 |               |               |               |                 |                 |               |                 |                 |               |               |               |               |     |      |             |             |
| Australian Open                | A               | A               | A               | 4T              | 3T            | 4T            | SF            | QF              | 4T              | 3T            | 2T              | 1T              | 3T            | V             | 3T            | 3T            |     | A    | 1 / 13      | 36–12       |
| Roland Garros                  | A               | A               | 1T              | 3T              | 3T            | QF            | 3T            | 3T              | 2T              | 1T            | 2T              | A               | QF            | 4T            | 1T            | R             |     | A    | 0 / 12      | 21–12       |
| Wimbledon                      | A               | Q1              | 2T              | 3T              | 4T            | 4T            | 4T            | 1T              | 2T              | 4T            | 4T              | 1T              | 4T            | 2T            | 3T            | R             |     | A    | 0 / 13      | 25–13       |
| US Open                        | A               | A               | 2T              | 4T              | F             | SF            | SF            | 1T              | 3T              | F             | 2T              | SF              | 2T            | 2T            | 3T            | R             |     |      | 0 / 13      | 38–13       |
| Vittorie–Sconfitte             | 0–0             | 0–0             | 2–3             | 10–4            | 13–4          | 15–4          | 15–4          | 5–4             | 7–4             | 11–4          | 6–4             | 5–3             | 9–3           | 12–3          | 6–4           | 2–1           |     | 0–0  | 1 / 51      | 119–50      |
| Giochi Olimpici                |                 |                 |                 |                 |               |               |               |                 |                 |               |                 |                 |               |               |               |               |     |      |             |             |
| Giochi Olimpici                | Non disputati   | Non disputati   | Non disputati   | 3T              | Non disputati | Non disputati | Non disputati | QF              | Non disputati   | Non disputati | Non disputati   | 2T              | Non disputati | Non disputati | Non disputati | Non disputati |     | ND   | 0 / 3       | 6–3         |
| Tornei di fine anno            |                 |                 |                 |                 |               |               |               |                 |                 |               |                 |                 |               |               |               |               |     |      |             |             |
| WTA Finals                     | Non qualificata | Non qualificata | Non qualificata | Non qualificata | SF            | F             | RR            | Non qualificata | Non qualificata | SF            | Non qualificata | Non qualificata | V             | RR            | NQ            | R             |     |      | 1 / 5       | 14–10       |
| WTA Elite Trophy               | Non disputato   | Non disputato   | Non disputato   | Non disputato   | Assente       | Assente       | Assente       | F               | A               | A             | RR              | A               | A             | A             | NQ            | R             |     |      | 0 / 2       | 5–2         |
| Tornei WTA 1000 (+ WTA Tier I) |                 |                 |                 |                 |               |               |               |                 |                 |               |                 |                 |               |               |               |               |     |      |             |             |
| Dubai / Doha                   | Non Tier I      | Non Tier I      | Non Tier I      | QF              | A             | 3T            | V             | 2T              | QF              | 2T            | SF              | 3T              | F             | SF            | A             | R             |     | A    | 1 / 10      | 25–9        |
| Indian Wells                   | Assente         | Assente         | 2T              | 4T              | QF            | F             | V             | 4T              | F               | 4T            | 3T              | 2T              | QF            | 4T            | 2T            | R             |     | A    | 1 / 11      | 32–12       |
| Miami                          | Assente         | Assente         | Assente         | 4T              | QF            | QF            | 4T            | SF              | 3T              | QF            | 4T              | 3T              | F             | 2T            | 3T            | R             |     | A    | 0 / 12      | 29–12       |
| Madrid                         | Non disputato   | Non disputato   | Non disputato   | Non disputato   | F             | 2T            | 3T            | 3T              | 1T              | 2T            | QF              | A               | 2T            | 3T            | 1T            | R             |     | A    | 0 / 10      | 17–10       |
| Roma                           | Assente         | Assente         | Assente         | 3T              | 3T            | 3T            | SF            | 2T              | 1T              | A             | 2T              | A               | A             | QF            | 1T            | R             |     | A    | 0 / 9       | 10–9        |
| Toronto/Montréal               | A               | A               | 1T              | A               | 2T            | V             | 2T            | SF              | 2T              | QF            | 2T              | A               | F             | 2T            | 2T            | R             |     | 2T   | 1 / 12      | 17–11       |
| Cincinnati                     | Non Tier I      | Non Tier I      | Non Tier I      | Non Tier I      | QF            | 3T            | 2T            | 3T              | QF              | SF            | 2T              | A               | QF            | 2T            | 1T            | R             |     | 1T   | 0 / 11      | 13–11       |
| Tokyo / Wuhan                  | Assente         | Assente         | Assente         | 1T              | 2T            | V             | 3T            | QF              | SF              | SF            | 2T              | 3T              | 2T            | 3T            | 1T            | R             |     | ND   | 1 / 10      | 16–10       |
| Pechino                        | Not Tier I      | Not Tier I      | Not Tier I      | Not Tier I      | 1T            | V             | QF            | 3T              | QF              | 2T            | 3T              | 3T              | 3T            | V             | SF            | R             |     |      | 2 / 9       | 28–9        |
| Kremlin Cup                    | Assente         | Assente         | Assente         | 2T              | WTA Premier   | WTA Premier   | WTA Premier   | WTA Premier     | WTA Premier     | WTA Premier   | WTA Premier     | WTA Premier     | WTA Premier   | WTA Premier   | WTA Premier   | ND            |     |      | 0 / 1       | 1–1         |
| German Open                    | Assente         | Assente         | Assente         | 2T              | ND            | ND            | ND            | ND              | ND              | ND            | ND              | ND              | ND            | ND            | ND            | ND            |     |      | 0 / 1       | 1–1         |
| Carriera                       |                 |                 |                 |                 |               |               |               |                 |                 |               |                 |                 |               |               |               |               |     |      |             |             |
|                                | 2005            | 2006            | 2007            | 2008            | 2009          | 2010          | 2011          | 2012            | 2013            | 2014          | 2015            | 2016            | 2017          | 2018          | 2019          | 2020          | ... | 2023 | Titoli      | V–S         |
| Tornei giocati                 | 2               | 4               | 15              | 23              | 26            | 22            | 22            | 23              | 23              | 20            | 24              | 20              | 23            | 19            | 15            | 2             |     | 2    | 312         | 312         |
| Titoli                         | 0               | 0               | 0               | 3               | 3             | 6             | 6             | 2               | 1               | 1             | 1               | 2               | 2             | 3             | 0             | 0             |     | 0    | 30          | 30          |
| Finali                         | 0               | 0               | 0               | 4               | 8             | 8             | 8             | 4               | 2               | 3             | 3               | 2               | 8             | 4             | 1             | 0             |     | 0    | 55          | 55          |
| Cemento V–S                    | 0–2             | 4–4             | 8–10            | 42–13           | 36–17         | 44–9          | 40–11         | 42–14           | 33–14           | 42–15         | 26–17           | 31–13           | 41–13         | 26–12         | 12–9          | 5–2           |     | 1–2  | 24 / 198    | 433–177     |
| Terra rossa V–S                | 0–0             | 0–0             | 3–4             | 7–5             | 23–6          | 15–6          | 20–5          | 5–4             | 2–6             | 1–2           | 7–4             | 0–0             | 12–6          | 9–4           | 4–4           | 0–0           |     | 0–0  | 4 / 60      | 108–56      |
| Erba V–S                       | 0–0             | 0–0             | 1–1             | 4–2             | 8–1           | 3–2           | 3–1           | 3–3             | 4–2             | 6–2           | 6–2             | 3–4             | 7–2           | 6–1           | 4–2           | 0–0           |     | 0–0  | 2 / 27      | 58–25       |
| Totale V–S                     | 0–2             | 4–4             | 12–15           | 58–20           | 67–24         | 62–17         | 63–17         | 50–21           | 39–22           | 49–19         | 39–23           | 34–17           | 60–21         | 41–17         | 20–15         | 5–2           |     | 1–2  | 30 / 285    | 599–258     |
| V %                            | 0%              | 50%             | 44%             | 73%             | 74%           | 78%           | 79%           | 70%             | 64%             | 72%           | 63%             | 67%             | 74%           | 71%           | 57%           | 71%           |     | 33%  | 69.89%      | 69.89%      |
| Ranking a fine anno            | –               | 237             | 64              | 12              | 4             | 1             | 1             | 10              | 10              | 8             | 17              | 19              | 3             | 3             | 38            | –             |     |      | $35.264.193 | $35.264.193 |

1. ↑  Il Dubai Tennis Championships e il Qatar Ladies Open di Doha si scambiano annualmente lo status tra evento WTA 500 ed evento WTA 1000.
2. ↑  Nel 2014, il Toray Pan Pacific Open è diventato un torneo Tornei WTA Premier (dal 2022 WTA 500) ed è stato rimpiazzato dal Wuhan Open.

## Vittorie contro giocatrici Top 10
| Stagione | 2008 | 2009 | 2010 | 2011 | 2012 | 2013 | 2014 | 2015 | 2016 | 2017 | 2018 | Totale |
| Vittorie | 4    | 6    | 8    | 8    | 2    | 2    | 6    | 4    | 4    | 14   | 3    | 61     |

| #    | Giocatrice               | Ranking | Evento                               | Superficie      | Turno | Punteggio             | Rank. CWR |
| ---- | ------------------------ | ------- | ------------------------------------ | --------------- | ----- | --------------------- | --------- |
| 2008 |                          |         |                                      |                 |       |                       |           |
| 1.   | Marion Bartoli           | 9       | Qatar Ladies Open, Doha              | Cemento         | 2T    | 6–2, 6–3              | 53        |
| 2.   | Marion Bartoli (2)       | 10      | Miami Open, Miami                    | Cemento         | 2T    | 6–3, 6–1              | 43        |
| 3.   | Svetlana Kuznecova       | 4       | Eastbourne International, Eastbourne | Erba            | 2T    | 6–2, 6–2              | 32        |
| 4.   | Agnieszka Radwańska      | 10      | Nordic Light Open, Stoccolma         | Cemento         | SF    | 6–2, 6–2              | 26        |
| 2009 |                          |         |                                      |                 |       |                       |           |
| 5.   | Elena Dement'eva         | 4       | Miami Open, Miami                    | Cemento         | 4T    | 7–5, 6–4              | 12        |
| 6.   | Elena Dement'eva (2)     | 3       | Charleston Open, Charleston          | Terra verde     | SF    | 6–4, 5–7, 7–5         | 9         |
| 7.   | Flavia Pennetta          | 10      | New Haven Open, New Haven            | Cemento         | SF    | 6–4, 6–1              | 9         |
| 8.   | Svetlana Kuznecova (2)   | 6       | US Open, New York                    | Cemento         | 4T    | 2–6, 7–6(5), 7–6(3)   | 8         |
| 9.   | Viktoryja Azaranka       | 6       | WTA Tour Championships, Doha         | Cemento         | RR    | 1–6, 6–4, 7–5         | 4         |
| 10.  | Vera Zvonarëva           | 9       | WTA Tour Championships, Doha         | Cemento         | RR    | 6–0, 6(7)–7, 6–4      | 4         |
| 2010 |                          |         |                                      |                 |       |                       |           |
| 11.  | Agnieszka Radwańska (2)  | 8       | Indian Wells Open, Indian Wells      | Cemento         | SF    | 6–2, 6–3              | 4         |
| 12.  | Francesca Schiavone      | 7       | Canadian Open, Montréal              | Cemento         | QF    | 6–3, 6–2              | 3         |
| 13.  | Agnieszka Radwańska (3)  | 9       | Pan Pacific Open, Tokyo              | Cemento         | QF    | 5–0 rit.              | 2         |
| 14.  | Elena Dement'eva (3)     | 10      | Pan Pacific Open, Tokyo              | Cemento         | F     | 1–6, 6–2, 6–3         | 2         |
| 15.  | Vera Zvonarëva (2)       | 4       | China Open, Pechino                  | Cemento         | F     | 6–3, 3–6, 6–3         | 2         |
| 16.  | Elena Dement'eva (4)     | 9       | WTA Tour Championships, Doha         | Cemento         | RR    | 6–1, 6–1              | 1         |
| 17.  | Francesca Schiavone (2)  | 6       | WTA Tour Championships, Doha         | Cemento         | RR    | 3–6, 6–1, 6–1         | 1         |
| 18.  | Vera Zvonarëva (3)       | 2       | WTA Tour Championships, Doha         | Cemento         | SF    | 7–5, 6–0              | 1         |
| 2011 |                          |         |                                      |                 |       |                       |           |
| 19.  | Francesca Schiavone (3)  | 7       | Australian Open, Melbourne           | Cemento         | QF    | 6–3, 3–6, 6–3         | 1         |
| 20.  | Jelena Janković          | 8       | Dubai Tennis Championships, Dubai    | Cemento         | SF    | 7–5, 6–3              | 2         |
| 21.  | Viktoryja Azaranka (2)   | 9       | Indian Wells Open, Indian Wells      | Cemento         | QF    | 3–0 rit.              | 1         |
| 22.  | Jelena Janković (2)      | 8       | Charleston Open, Charleston          | Terra verde     | SF    | 6–4, 6–4              | 1         |
| 23.  | Jelena Janković (3)      | 9       | Internazionali d'Italia, Roma        | Terra rossa     | QF    | 7–5, 6–3              | 1         |
| 24.  | Francesca Schiavone (4)  | 5       | Brussels Open, Bruxelles             | Terra rossa     | SF    | 6–4, 4–6, 6–3         | 1         |
| 25.  | Francesca Schiavone (5)  | 8       | New Haven Open, New Haven            | Cemento         | SF    | 7–6(2), 6–3           | 1         |
| 26.  | Agnieszka Radwańska (4)  | 8       | WTA Tour Championships, Istanbul     | Cemento (i)     | RR    | 5–7, 6–2, 6–4         | 1         |
| 2012 |                          |         |                                      |                 |       |                       |           |
| 27.  | Li Na                    | 8       | Pan Pacific Open, Tokyo              | Cemento         | 3T    | 4–6, 6–3, 6–4         | 11        |
| 28.  | Samantha Stosur          | 9       | Kremlin Cup, Mosca                   | Cemento (i)     | F     | 6–2, 4–6, 7–5         | 11        |
| 2013 |                          |         |                                      |                 |       |                       |           |
| 29.  | Angelique Kerber         | 6       | Indian Wells Open, Indian Wells      | Cemento         | SF    | 2–6, 6–4, 7–5         | 10        |
| 30.  | Petra Kvitová            | 9       | Cincinnati Open, Cincinnati          | Cemento         | 3T    | 3–6, 6–2, 6–3         | 10        |
| 2014 |                          |         |                                      |                 |       |                       |           |
| 31.  | Angelique Kerber (2)     | 7       | Cincinnati Open, Cincinnati          | Cemento         | 3T    | 7–5, 6–2              | 12        |
| 32.  | Agnieszka Radwańska (5)  | 5       | Cincinnati Open, Cincinnati          | Cemento         | QF    | 6–4, 7–6(5)           | 12        |
| 33.  | Marija Šarapova          | 6       | US Open, New York                    | Cemento         | 4T    | 6–4, 2–6, 6–2         | 11        |
| 34.  | Marija Šarapova (2)      | 2       | WTA Finals, Singapore                | Cemento (i)     | RR    | 7–6(4), 6(5)–7, 6–2   | 8         |
| 35.  | Agnieszka Radwańska (6)  | 6       | WTA Finals, Singapore                | Cemento (i)     | RR    | 7–5, 6–3              | 8         |
| 36.  | Petra Kvitová (2)        | 3       | WTA Finals, Singapore                | Cemento (i)     | RR    | 6–2, 6–3              | 8         |
| 2015 |                          |         |                                      |                 |       |                       |           |
| 37.  | Carla Suárez Navarro     | 10      | Stuttgart Open, Stoccarda            | Terra rossa (i) | QF    | 6–0, 6–3              | 5         |
| 38.  | Simona Halep             | 3       | Stuttgart Open, Stoccarda            | Terra rossa (i) | SF    | 7–5, 5–7, 6–2         | 5         |
| 39.  | Agnieszka Radwańska (7)  | 9       | Madrid Open, Madrid                  | Terra rossa     | 3T    | 6–3, 6–2              | 5         |
| 40.  | Angelique Kerber (3)     | 9       | Pan Pacific Open, Tokyo              | Cemento         | QF    | 6–2, 2–6, 6–3         | 6         |
| 2016 |                          |         |                                      |                 |       |                       |           |
| 41.  | Svetlana Kuznecova (3)   | 10      | US Open, New York                    | Cemento         | 2T    | 6–4, 6–4              | 74        |
| 42.  | Madison Keys             | 9       | US Open, New York                    | Cemento         | 4T    | 6–3, 6–4              | 74        |
| 43.  | Carla Suárez Navarro (2) | 8       | Pan Pacific Open, Tokyo              | Cemento         | 2T    | 7–6(4), 4–6, 6–4      | 19        |
| 44.  | Agnieszka Radwańska (8)  | 4       | Pan Pacific Open, Tokyo              | Cemento         | SF    | 4–6, 7–5, 6–4         | 19        |
| 2017 |                          |         |                                      |                 |       |                       |           |
| 45.  | Agnieszka Radwańska (9)  | 6       | Qatar Ladies Open, Doha              | Cemento         | 2T    | 7–5, 6–3              | 18        |
| 46.  | Madison Keys (2)         | 9       | Indian Wells Open, Indian Wells      | Cemento         | 4T    | 6–4, 6–4              | 14        |
| 47.  | Garbiñe Muguruza         | 6       | Miami Open, Miami                    | Cemento         | 4T    | 7–6(1), rit.          | 15        |
| 48.  | Karolína Plíšková        | 3       | Miami Open, Miami                    | Cemento         | SF    | 5–7, 6–1, 6–1         | 15        |
| 49.  | Svetlana Kuznecova (4)   | 9       | Open di Francia, Parigi              | Terra rossa     | 4T    | 6–1, 4–6, 6–2         | 12        |
| 50.  | Simona Halep (2)         | 2       | Eastbourne International, Eastbourne | Erba            | QF    | 5–7, 6–4, 6–1         | 6         |
| 51.  | Agnieszka Radwańska (10) | 10      | Canadian Open, Toronto               | Cemento         | 3T    | 6–3, 6–1              | 6         |
| 52.  | Karolína Plíšková (2)    | 1       | Canadian Open, Toronto               | Cemento         | QF    | 7–5, 6(3)–7, 6–4      | 6         |
| 53.  | Dominika Cibulková       | 9       | Pan Pacific Open, Tokyo              | Cemento         | QF    | 3–6, 7–6(5), 3–1 rit. | 6         |
| 54.  | Garbiñe Muguruza (2)     | 1       | Pan Pacific Open, Tokyo              | Cemento         | SF    | 6–2, 6–0              | 6         |
| 55.  | Elina Svitolina          | 4       | WTA Finals, Singapore                | Cemento (i)     | RR    | 6–2, 6–0              | 6         |
| 56.  | Simona Halep (3)         | 1       | WTA Finals, Singapore                | Cemento (i)     | RR    | 6–0, 6–2              | 6         |
| 57.  | Karolína Plíšková (3)    | 3       | WTA Finals, Singapore                | Cemento (i)     | SF    | 7–6(9), 6–3           | 6         |
| 58.  | Venus Williams           | 5       | WTA Finals, Singapore                | Cemento (i)     | F     | 6–4, 6–4              | 6         |
| 2018 |                          |         |                                      |                 |       |                       |           |
| 59.  | Simona Halep (4)         | 1       | Australian Open, Melbourne           | Cemento         | F     | 7–6(2), 3–6, 6–4      | 2         |
| 60.  | Angelique Kerber (4)     | 9       | Qatar Ladies Open, Doha              | Cemento         | QF    | 7–5, 6–2              | 1         |
| 61.  | Petra Kvitová (3)        | 5       | WTA Finals, Singapore                | Cemento (i)     | RR    | 7–5, 3–6, 6–2         | 3         |

### Testa a testa
Nella tabella di seguito sono indicate come sono ripartite le vittorie–sconfitte contro le tenniste che hanno occupato almeno una volta in carriera una posizione all'interno della Top 10, anche se al momento dell'incontro non ne facevano parte. In grassetto sono indicate le giocatrici in attività.
| Giocatrice                     | Vittorie–Sconfitte | Vittorie % | Cemento       | Terra rossa | Erba        | Sintetico | Ultima partita                                    |
| Numero 1 del ranking mondiale  |                    |            |               |             |             |           |                                                   |
| Ashleigh Barty                 | 3–0                | 100%       | 1–0           | 1–0         | 1–0         | –         | Vinto (6–4, 6–3) Eastbourne 2018                  |
| Amélie Mauresmo                | 1–0                | 100%       | –             | 1–0         | –           | –         | Vinto (7–6(1), 6–3) Madrid 2009                   |
| Simona Halep                   | 5–2                | 71%        | 3–2           | 1–0         | 1–0         | –         | Vinto (7–6(2), 3–6, 6–4) Australian Open 2018     |
| Naomi Ōsaka                    | 2–1                | 67%        | 2–1           | –           | –           | –         | Perso (4–6, 2–6) Pechino 2018                     |
| Karolína Plíšková              | 6–4                | 60%        | 6–3           | –           | 0–1         | –         | Perso (2–6, 4–6) WTA Finals 2018                  |
| Jelena Janković                | 6–5                | 55%        | 3–4           | 3–0         | 0–1         | –         | Vinto (6–3, 6–4) Hong Kong 2016                   |
| Garbiñe Muguruza               | 3–3                | 50%        | 3–2           | –           | 0–1         | –         | Vinto (6–2, 6–0) Tokyo 2017                       |
| Angelique Kerber               | 7–8                | 47%        | 6–5           | 0–2         | 2–1         | –         | Vinto (2–6, 7–6(4), 6–4) Eastbourne 2018          |
| Viktoryja Azaranka             | 5–7                | 42%        | 5–5           | 0–2         | –           | –         | Perso (0–6, 4–6) Cincinnati 2015                  |
| Marija Šarapova                | 4–7                | 36%        | 4–4           | 0–3         | –           | –         | Perso (4–6, 6–4, 3–6) Australian Open 2019        |
| Ana Ivanović                   | 2–5                | 29%        | 2–4           | 0–1         | –           | –         | Perso (2–6, 6(2)–7) Tokyo 2014                    |
| Venus Williams                 | 1–7                | 13%        | 1–6           | –           | –           | 0–1       | Vinto (6–4, 6–4) WTA Finals 2017                  |
| Serena Williams                | 1–10               | 9%         | 1–8           | 0–1         | 0–1         | –         | Perso (6–2, 3–6, 6(6)–7) Tokyo 2014               |
| Lindsay Davenport              | 0–1                | 0%         | 0–1           | –           | –           | –         | Perso (0–6, 2–6) Memphis 2008                     |
| Dinara Safina                  | 0–1                | 0%         | –             | 0–1         | –           | –         | Perso (2–6, 4–6) Madrid 2009                      |
| Justine Henin                  | 0–1                | 0%         | 0–1           | –           | –           | –         | Perso (7–6(6), 3–6, 4–6) Miami 2010               |
| Iga Świątek                    | 0–1                | 0%         | 0–1           | –           | –           | –         | Perso (6–1, 3–6, 4–6) Toronto 2019                |
| Martina Hingis                 | 0–2                | 0%         | 0–2           | –           | –           | –         | Perso (1–6, 3–6) Indian Wells 2007                |
| Kim Clijsters                  | 0–3                | 0%         | 0–3           | –           | –           | –         | Perso (3–6, 6(4)–7) Indian Wells 2007             |
| Numero 2 del ranking mondiale  |                    |            |               |             |             |           |                                                   |
| Agnieszka Radwańska            | 11–6               | 65%        | 9–6           | 2–0         | –           | –         | Vinto (6–3, 6–1) Toronto 2017                     |
| Svetlana Kuznecova             | 8–6                | 57%        | 5–5           | 1–0         | 2–1         | –         | Vinto (6–1, 4–6, 6–2) Open di Francia 2017        |
| Ons Jabeur                     | 1–1                | 50%        | 1–1           | –           | –           | –         | Perso (5–7, 6–3, 5–7) Australian Open 2020        |
| Anett Kontaveit                | 2–2                | 50%        | 1–0           | 0–1         | 1–1         | –         | Vinto (7–5, 6–4) Pechino 2019                     |
| Vera Zvonarëva                 | 4–5                | 44%        | 4–4           | 0–1         | –           | –         | Perso (2–6, 6–4, 3–6) WTA Tour Championships 2011 |
| Petra Kvitová                  | 6–8                | 43%        | 4–7           | 2–0         | 0–1         | –         | Vinto (7–5, 3–6, 6–2) WTA Finals 2018             |
| Li Na                          | 2–4                | 33%        | 2–4           | –           | –           | –         | Perso (5–7, 5–7) Miami 2014                       |
| Aryna Sabalenka                | 1–2                | 33%        | 0–1           | –           | 1–1         | –         | Perso (6–2, 4–6, 6(5)–7) Eastbourne 2019          |
| Numero 3 del ranking mondiale  |                    |            |               |             |             |           |                                                   |
| Sloane Stephens                | 6–1                | 86%        | 5–1           | –           | 1–0         | –         | Vinto (6–3, 6–1) Toronto 2017                     |
| Nadia Petrova                  | 5–2                | 71%        | 4–2           | 1–0         | –           | –         | Vinto (7–6(3), 6–3) Indian Wells 2013             |
| Elena Dement'eva               | 5–3                | 63%        | 4–3           | 1–0         | –           | –         | Vinto (6–1, 6–1) WTA Tour Championships 2010      |
| Maria Sakkarī                  | 1–1                | 50%        | 1–1           | –           | –           | –         | Vinto (6–2, 6–2) Charleston 2019                  |
| Elina Svitolina                | 1–4                | 20%        | 1–4           | –           | –           | –         | Perso (7–5, 5–7, 3–6) WTA Finals 2018             |
| Jessica Pegula                 | 0–1                | 0%         | 0–1           | –           | –           | –         | Perso (6–3, 4–6, 0–6) Auckland                    |
| Numero 4 del ranking mondiale  |                    |            |               |             |             |           |                                                   |
| Kimiko Date-Krumm              | 2–0                | 100%       | –             | 1–0         | 1–0         | –         | Vinto (6–0, 6–2) Open di Francia 2011             |
| Sofia Kenin                    | 1–0                | 100%       | 1–0           | –           | –           | –         | Vinto (4–6, 6–2, 6–4) Auckland 2018               |
| Dominika Cibulková             | 10–4               | 71%        | 10–3          | –           | 0–1         | –         | Vinto (2–6, 7–6(5), 3–1 rit.) Tokyo 2017          |
| Francesca Schiavone            | 5–2                | 71%        | 4–1           | 1–1         | –           | –         | Vinto (7–6(2), 6–3) New Haven 2011                |
| Jelena Dokić                   | 2–1                | 67%        | 2–1           | –           | –           | –         | Vinto (6–3, 5–7, 6–2) Miami 2009                  |
| Caroline Garcia                | 2–1                | 67%        | 2–1           | –           | –           | –         | Perso (6–0, 3–6, 5–7) WTA Finals 2017             |
| Kiki Bertens                   | 3–2                | 60%        | 3–1           | 0–1         | –           | –         | Perso (4–6 rit.) Cincinnati 2018                  |
| Samantha Stosur                | 8–5                | 62%        | 2–1           | –           | –           | –         | Vinto (6–3, 6–2) US Open 2018                     |
| Belinda Bencic                 | 3–4                | 43%        | 3–3           | –           | 0–1         | –         | Vinto (6–2, 6–3) Pechino 2018                     |
| Johanna Konta                  | 1–2                | 33%        | 0–2           | –           | 1–0         | –         | Vinto (4–6, 6–1, 6–3) Eastbourne 2018             |
| Bianca Andreescu               | 0–2                | 0%         | 0–2           | –           | –           | –         | Perso (4–6, 4–6) US Open 2019                     |
| Numero 5 del ranking mondiale  |                    |            |               |             |             |           |                                                   |
| Anna Čakvetadze                | 4–0                | 100%       | 4–0           | –           | –           | –         | Vinto (6–1, 3–5 rit.) Dubai 2011                  |
| Daniela Hantuchová             | 7–1                | 88%        | 5–0           | 1–1         | 1–0         | –         | Vinto (6–1, 6–1) Montréal 2014                    |
| Sara Errani                    | 4–1                | 80%        | 2–1           | 2–0         | –           | –         | Vinto (5–7, 6–3, 6–3) Istanbul 2018               |
| Lucie Šafářová                 | 5–3                | 63%        | 4–2           | 1–1         | –           | –         | Vinto (6–4, 6–3) Miami 2017                       |
| Eugenie Bouchard               | 1–1                | 50%        | 1–1           | –           | –           | –         | Vinto (6–1, 6–1) Hong Kong 2017                   |
| Jeļena Ostapenko               | 0–4                | 0%         | 0–1           | 0–3         | –           | –         | Perso (6–4, 2–6, 2–6) Open di Francia 2017        |
| Numero 6 del ranking mondiale  |                    |            |               |             |             |           |                                                   |
| Flavia Pennetta                | 7–1                | 88%        | 5–1           | 2–0         | –           | –         | Vinto (7–5, 6–0) Dubai 2015                       |
| Carla Suárez Navarro           | 6–2                | 75%        | 4–0           | 2–2         | –           | –         | Vinto (6–0, 6(3)–7, 6–2) Australian Open 2018     |
| Numero 7 del ranking mondiale  |                    |            |               |             |             |           |                                                   |
| Marion Bartoli                 | 6–2                | 75%        | 6–1           | 0–1         | –           | –         | Vinto (4–6, 6–1, 6–4) Dubai 2013                  |
| Roberta Vinci                  | 4–2                | 67%        | 4–1           | 0–1         | –           | –         | Vinto (6–3, 6–2) Pechina 2016                     |
| Danielle Collins               | 2–1                | 67%        | 1–0           | 1–1         | –           | –         | Vinto (4–6, 6–3, 6–4) US Open 2019                |
| Madison Keys                   | 2–1                | 67%        | 2–0           | 0–1         | –           | –         | Perso (6(5)–7, 3–6) Volvo Car Open 2019           |
| Patty Schnyder                 | 5–3                | 63%        | 3–1           | 2–1         | –           | 0–1       | Vinto (6–3, 6–3) Fed Cup 2011                     |
| Numero 8 del ranking mondiale  |                    |            |               |             |             |           |                                                   |
| Ekaterina Makarova             | 7–2                | 78%        | 3–1           | 2–0         | 2–1         | –         | Perso (4–6, 6–1, 5–7) Wimbledon 2018              |
| Dar'ja Kasatkina               | 2–3                | 40%        | 2–2           | 0–1         | –           | –         | Vinto (6–3, 7–6(5)) Pechino 2019                  |
| Numero 9 del ranking mondiale  |                    |            |               |             |             |           |                                                   |
| Timea Bacsinszky               | 4–0                | 100%       | 4–0           | –           | –           | –         | Vinto (4–6, 6–2, 6–3) Wuhan 2014                  |
| Andrea Petković                | 5–1                | 83%        | 2–1           | 1–0         | 2–0         | –         | Vinto (6–4, 6–4) Eastbourne 2019                  |
| Coco Vandeweghe                | 2–1                | 67%        | 2–0           | –           | 0–1         | –         | Vinto (5–7, 6–3, 6–3) Istanbul 2018               |
| Lucie Šafářová                 | 5–3                | 63%        | 4–2           | 1–1         | –           | –         | Perso (6(4)–7, 4–6) Wimbledon 2017                |
| Julia Görges                   | 4–6                | 40%        | 4–3           | 0–3         | –           | –         | Vinto (6–1, 6–4) Auckland 2020                    |
| Numero 10 del ranking mondiale |                    |            |               |             |             |           |                                                   |
| Marija Kirilenko               | 5–1                | 83%        | 3–1           | 1–0         | 1–0         | –         | Perso (5–7 rit.) New Haven 2012                   |
| Kristina Mladenovic            | 3–1                | 75%        | 3–1           | –           | –           | –         | Perso (6–3, 6(4)–7, 2–6) Indian Wells 2017        |
| Markéta Vondroušová            | 0–1                | 0%         | 0–1           | –           | –           | –         | Perso (2–6, 5–7) a Montréal 2023                  |
| Totali                         | 222–175            | 56%        | 171–128 (57%) | 32–31 (51%) | 19–14 (58%) | 0–2 (0%)  | Aggiornato al 10 agosto 2023                      |

## Statistiche nei Grandi Slam

### Teste di serie
In corsivo sono indicati gli Slam nei quali è stata finalista, mentre in grassetto quelli che ha vinto. 
| Anno | Australian Open    | Open di Francia    | Wimbledon          | US Open            |
| ---- | ------------------ | ------------------ | ------------------ | ------------------ |
| 2006 | Assente            | Assente            | Non qualificata    | Assente            |
| 2007 | Assente            | Non testa di serie | Wildcard           | Non testa di serie |
| 2008 | Non testa di serie | 30a                | 31a                | 21a                |
| 2009 | 11a                | 10a                | 9a                 | 9a                 |
| 2010 | 4a                 | 3a                 | 3a                 | 1a                 |
| 2011 | 1a                 | 1a                 | 1a                 | 1a                 |
| 2012 | 1a                 | 9a                 | 7a                 | 8a                 |
| 2013 | 10a                | 10a                | 9a                 | 6a                 |
| 2014 | 10a                | 13a                | 16a                | 10a                |
| 2015 | 8a                 | 5a                 | 5a                 | 4a                 |
| 2016 | 16a                | Assente            | Non testa di serie | Non testa di serie |
| 2017 | 17a                | 11a                | 5a                 | 5a                 |
| 2018 | 2a                 | 2a                 | 2a                 | 2a                 |
| 2019 | 3a                 | 13a                | 14a                | 19a                |
| 2020 | Non testa di serie | Ritirata           | Ritirata           | Ritirata           |

### Striscia di vittorie
In corsivo sono indicate le tenniste finaliste del torneo, mentre in grassetto le campionesse.
|       | Australian Open 2018      | Australian Open 2018 | Australian Open 2018 |
| Turno | Avversaria                | Ranking              | Punteggio            |
| ----- | ------------------------- | -------------------- | -------------------- |
| 1T    | Mihaela Buzărnescu        | 44                   | 6–2, 6–3             |
| 2T    | Jana Fett                 | 119                  | 3–6, 6–2, 7–5        |
| 3T    | Kiki Bertens (30)         | 32                   | 6–4, 6–3             |
| 4T    | Magdaléna Rybáriková (19) | 21                   | 6–3, 6–0             |
| QF    | Carla Suárez Navarro      | 39                   | 6–0, 6(3)–7, 6–2     |
| SF    | Elise Mertens             | 37                   | 6–3, 7–6(2)          |
| V     | Simona Halep (1)          | 1                    | 7–6(2), 3–6, 6–4     |

|       | Open di Francia 2010     | Open di Francia 2010 | Open di Francia 2010 |
| Turno | Avversaria               | Ranking              | Punteggio            |
| ----- | ------------------------ | -------------------- | -------------------- |
| 1T    | Alla Kudrjavceva         | 78                   | 6–0, 6–3             |
| 2T    | Tathiana Garbin          | 56                   | 6–3, 6–1             |
| 3T    | Alexandra Dulgheru (31)  | 32                   | 6–3, 6–4             |
| 4T    | Flavia Pennetta (14)     | 15                   | 7–6(5), 6(4)–7, 6–2  |
| QF    | Francesca Schiavone (17) | 17                   | 2–6, 3–6             |
|       | Open di Francia 2017     |                      |                      |
| Turno | Avversaria               | Ranking              | Punteggio            |
| 1T    | Jaimee Fourlis (WC)      | 337                  | 6–4, 3–6, 6–2        |
| 2T    | Françoise Abanda (Q)     | 195                  | 6–0, 6–0             |
| 3T    | Catherine Bellis         | 48                   | 6–2, 2–6, 6–3        |
| 4T    | Svetlana Kuznecova (8)   | 8                    | 6–1, 4–6, 6–2        |
| QF    | Jeļena Ostapenko         | 47                   | 6–4, 2–6, 2–6        |

|       | Wimbledon 2009                | Wimbledon 2009 | Wimbledon 2009   |
| Turno | Avversaria                    | Ranking        | Punteggio        |
| ----- | ----------------------------- | -------------- | ---------------- |
| 1T    | Kimiko Date (WC)              | 142            | 5–7, 6–3, 6–1    |
| 2T    | Marija Kirilenko              | 59             | 6–0, 6–4         |
| 3T    | Anabel Medina Garrigues (20)  | 20             | 6–2, 6–2         |
| 4T    | Sabine Lisicki                | 41             | 4–6, 4–6         |
|       | Wimbledon 2010                |                |                  |
| Turno | Avversaria                    | Ranking        | Punteggio        |
| 1T    | Tathiana Garbin               | 53             | 6–1, 6–1         |
| 2T    | Chang Kai-chen                | 89             | 6–4, 6–3         |
| 3T    | Anastasia Pavlyuchenkova (29) | 32             | 7–5, 6–4         |
| 4T    | Petra Kvitová                 | 62             | 2–6, 0–6         |
|       | Wimbledon 2011                |                |                  |
| Turno | Avversaria                    | Ranking        | Punteggio        |
| 1T    | Arantxa Parra Santonja        | 105            | 6–2, 6–1         |
| 2T    | Virginie Razzano              | 96             | 6–1, 6–3         |
| 3T    | Jarmila Gajdošová (27)        | 28             | 6–3, 6–2         |
| 4T    | Dominika Cibulková (24)       | 24             | 6–1, 6(5)–7, 5–7 |
|       | Wimbledon 2014                |                |                  |
| Turno | Avversaria                    | Ranking        | Punteggio        |
| 1T    | Shahar Pe'er                  | 78             | 6–3, 6–0         |
| 2T    | Naomi Broady (WC)             | 163            | 6–3, 6–2         |
| 3T    | Ana Konjuh (Q)                | 189            | 6–3, 6–0         |
| 4T    | Barbora Strýcová              | 43             | 2–6, 5–7         |
|       | Wimbledon 2015                |                |                  |
| Turno | Avversaria                    | Ranking        | Punteggio        |
| 1T    | Zheng Saisai                  | 66             | 7–5, 6–0         |
| 2T    | Denisa Allertová              | 83             | 6–1, 7–6(6)      |
| 3T    | Camila Giorgi (31)            | 32             | 6–2, 6–2         |
| 4T    | Garbiñe Muguruza (20)         | 20             | 4–6, 4–6         |
|       | Wimbledon 2017                |                |                  |
| Turno | Avversaria                    | Ranking        | Punteggio        |
| 1T    | Tímea Babos                   | 42             | 6–4, 4–6, 6–1    |
| 2T    | Cvetana Pironkova             | 131            | 6–3, 6–4         |
| 3T    | Anett Kontaveit               | 38             | 3–6, 7–6(3), 6–2 |
| 4T    | Coco Vandeweghe (24)          | 25             | 6–7(4), 4–6      |

|       | US Open 2009              | US Open 2009 | US Open 2009        |
| Turno | Avversaria                | Ranking      | Punteggio           |
| ----- | ------------------------- | ------------ | ------------------- |
| 1T    | Galina Voskoboeva         | 87           | 6–4, 6–0            |
| 2T    | Petra Martić (Q)          | 137          | 6–1, 6–0            |
| 3T    | Sorana Cîrstea (24)       | 26           | 6–3, 6–2            |
| 4T    | Svetlana Kuznecova (6)    | 6            | 2–6, 7–6(5), 7–6(3) |
| QF    | Melanie Oudin             | 70           | 6–2, 6–2            |
| SF    | Yanina Wickmayer          | 50           | 6–3, 6–3            |
| F     | Kim Clijsters (WC)        | N/A          | 5–7, 3–6            |
|       | US Open 2014              |              |                     |
| Turno | Avversaria                | Ranking      | Punteggio           |
| 1T    | Magdaléna Rybáriková      | 43           | 6–1, 3–6, 2–0 rit.  |
| 2T    | Aliaksandra Sasnovich (Q) | 120          | 6–3, 6–4            |
| 3T    | Andrea Petkovic (18)      | 19           | 6–3, 6–2            |
| 4T    | Marija Šarapova (5)       | 6            | 6–4, 2–6, 6–2       |
| QF    | Sara Errani (13)          | 14           | 6–0, 6–1            |
| SF    | Peng Shuai                | 39           | 7–6(1), 4–3 rit.    |
| F     | Serena Williams (1)       | 1            | 3–6, 3–6            |

## Montepremi annuali
Aggiornato il 17 gennaio 2022.
| Anno     | Grandi Slam | Tornei WTA | Vittorie Totali | Guadagni ($) | #   |
| -------- | ----------- | ---------- | --------------- | ------------ | --- |
| 2005     | 0           | 0          | 0               | 2.260 $      | N/A |
| 2006     | 0           | 0          | 0               | 38.326 $     | N/A |
| 2007     | 0           | 0          | 0               | 151.895 $    | 100 |
| 2008     | 0           | 3          | 3               | 686.327 $    | 23  |
| 2009     | 0           | 3          | 3               | 2.371.550 $  | 6   |
| 2010     | 0           | 6          | 6               | 4.446.488 $  | 2   |
| 2011     | 0           | 6          | 6               | 4.065.581 $  | 2   |
| 2012     | 0           | 2          | 2               | 2.408.670 $  | 7   |
| 2013     | 0           | 1          | 1               | 1.779.418 $  | 12  |
| 2014     | 0           | 1          | 1               | 3.372.350 $  | 6   |
| 2015     | 0           | 1          | 1               | 1.354.338 $  | 24  |
| 2016     | 0           | 2          | 2               | 1.408.973 $  | 24  |
| 2017     | 0           | 2          | 2               | 4.748.518 $  | 4   |
| 2018     | 1           | 2          | 3               | 6.657.719 $  | 2   |
| 2019     | 0           | 0          | 0               | 1.726.002 $  | 23  |
| 2020     | 0           | 0          | 0               | 15.000 $     | N/A |
| Carriera | 1           | 29         | 30              | 35.233.415 $ | 5   |